# Porzellanmanufaktur Ottweiler

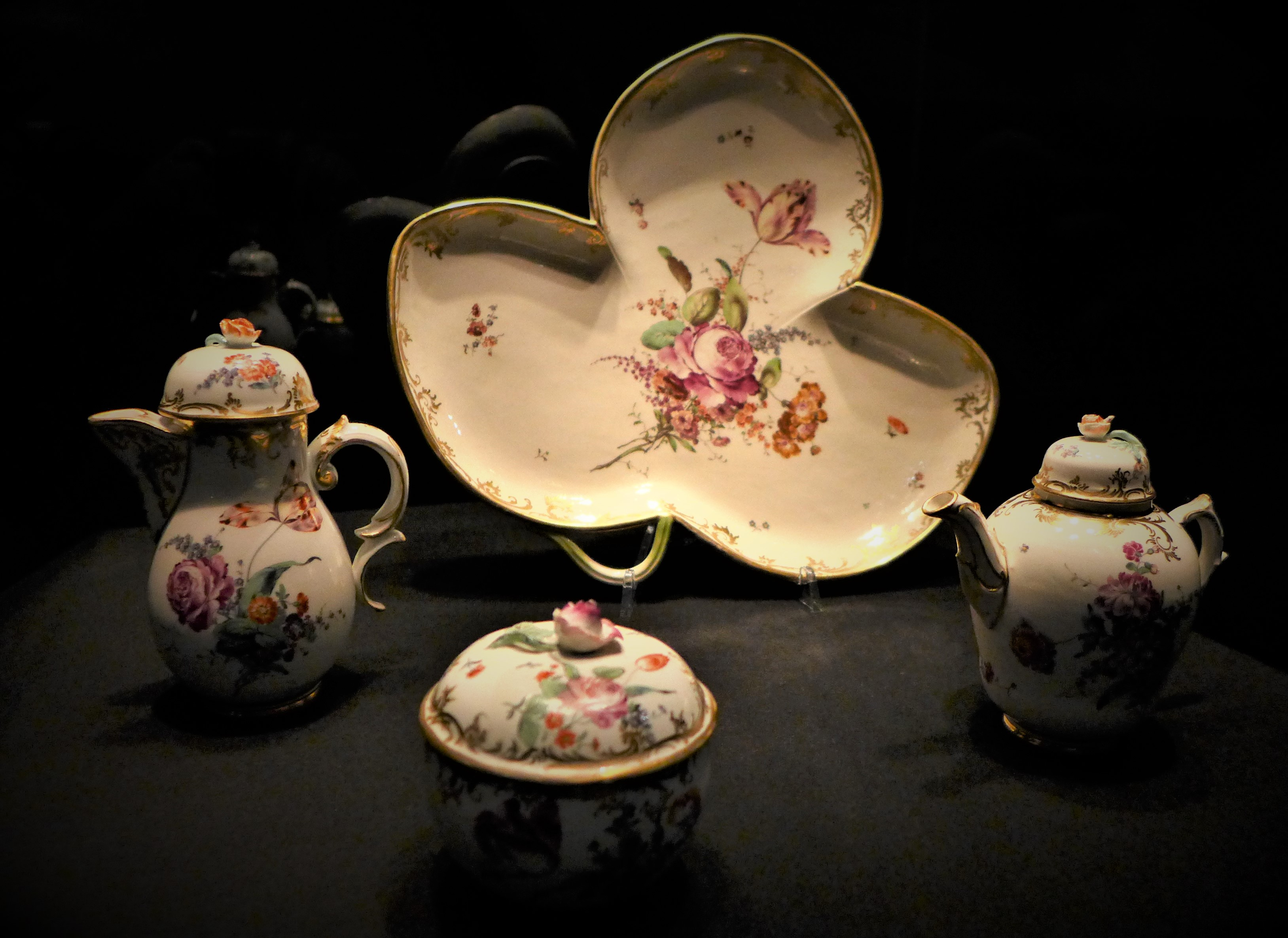
Fürsten Solitaire-Garnitur mit kleeblattförmigem Teller, zwei Kännchen und einer Zuckerdose, Porzellanmanufaktur Ottweiler, 1765, Saarlandmuseum Saarbrücken, Stiftung Saarländischer Kulturbesitz

Die Fürstlich Nassau-Saarbrückische Porzellanmanufaktur Ottweiler war eine Porzellanmanufaktur in Ottweiler, die 1763 gegründet wurde und bis 1800 bestand.

## Geschichte
Unter der Regentschaft der Fürsten von Nassau-Saarbrücken wurde in Ottweiler eine Porzellanmanufaktur gegründet. Porzellan galt damals als Prestigeobjekt, welches jeder Fürst haben musste. Am angesehensten war, wenn ein Fürst eine eigene Porzellanmanufaktur besaß. Porzellan aus der eigenen Manufaktur wurde auch für diplomatische Geschenke eingesetzt. 1763 wurde die erste Manufaktur von Fürst Wilhelm Heinrich von Nassau-Saarbrücken errichtet. Das dort hergestellte Porzellan zeichnete sich durch einen besonders sauberen weißen Scherben aus, zurückzuführen auf die verwendete verhältnismäßig teure „Passauer Erde“ (Kaolin).
Nachdem 1768 Fürst Wilhelm Heinrich gestorben war, wurde der Betrieb unter der Regierung seines Sohnes Fürst Ludwig von Nassau-Saarbrücken neu organisiert. Im Rahmen von Einsparungsmaßnahmen wurde auf die Verwendung von Passauer Erden zukünftig verzichtet und günstigere, lokale Erde verwendet, was sich in einem neuen cremefarbenen Erscheinungsbild der Produkte widerspiegelte. Ab dem Jahr 1769 wurde die Manufaktur von vielfach wechselnden Pächtern betrieben. 1776 begann die Herstellung von kostengünstigerem Steingut, worunter das künstlerische Niveau litt. Mit Ausbruch der französischen Revolution und den darauffolgenden politischen und wirtschaftlichen Wirrejahren stellte im Jahr 1800 die Manufaktur endgültig ihren Betrieb ein, die Gebäude wurden verkauft. Durch die napoleonischen Kriege wurde vieles Ottweiler Porzellan nach Frankreich als Beutegut verschleppt.
Durch die relativ kurze Produktionsdauer von knapp 30 Jahren zählen die Produkte der Ottweiler Porzellanmanufaktur heute zu den seltensten Porzellanen der Welt, die in verschiedenen Museen ausgestellt sind und auf Auktionen hohe Preise erzielen. 2015 waren weltweit nur 151 Stücke bekannt.

## Film
- Das weiße Gold des Südwestens. Porzellan aus der Ottweiler Manufaktur. Dokumentarfilm mit szenischer Dokumentation, Deutschland, 2015, 43:53 Min., Buch und Regie: Maria C. Schmitt, Produktion: Saarländischer Rundfunk, Reihe: Geschichte im Südwesten, Erstsendung: 13. September 2015 bei SWR, Inhaltsangabe  mit online-Video von SWR.